# Paulo Silvestrini
Paulo Silvestrini es un director de televisión brasileño. Conocido por sus trabajos en telenovelas de la Rede Globo.

## Televisión
Director
- La Fiesta (2014)
- Preciosa perla (2013)
- Avenida Brasil (2012)
- Tempos Modernos (2010)
- La favorita (2008)
- Pé na Jaca (2006)
- Bang Bang (2005)
- Começar de Novo (2004)
- El color del pecado (2004)
- O Beijo do Vampiro (2002)
- Torre de Babel (1998)
- Malhação (1997)

Programas
- Sandy & Junior
- Brava Gente (episodio “Como Educar Seus Pais”)
- Por Toda Minha Vida (Tim Maia)
- Amor e Sexo (2 temporadas)

Director Asistente
- Memorial de Maria Moura (1996)
- Engraçadinha (1997)
- Quatro por Quatro (1997)
- História de Amor (1997)
- Explode Coração (1997)